# Araneus flavisternis
Araneus flavisternis är en spindelart som först beskrevs av Tord Tamerlan Teodor Thorell 1878.  Araneus flavisternis ingår i släktet Araneus och familjen hjulspindlar. Utöver nominatformen finns också underarten A. f. momiensis.